# Fergus Riordan
Fergus James Riordán (Madrid, 1997) es un joven actor hispano-británico de cine. Su madre es escocesa y su padre irlandés. Fergus maneja dos idiomas: inglés y español, lo que le ha permitido participar en la secuela de Ghost Rider junto a Nicolas Cage.

## Filmografía

### Televisión
| Trabajo      | Personaje |
| ------------ | --------- |
| Cinema 3     | El mismo  |
| Días de cine | El mismo  |

### Cine
| Trabajo                           | Personaje |
| --------------------------------- | --------- |
| Frágiles                          | Richard   |
| De mayor quiero ser soldado       | Alex      |
| El sueño de Iván                  | Morenilla |
| Ghost Rider: Espíritu de Venganza | Danny     |
| Don't Grow Up                     | Bastian   |

### Corto
| Trabajo    | Personaje |
| ---------- | --------- |
| El Paraiso | ?         |